# فرودگاه شهری المیرا
فرودگاه شهری المیرا (به انگلیسی: Almyra Municipal Airport) یک فرودگاه همگانی بهره‌برداری هوایی است که یک باند فرود آسفالت دارد و طول باند آن ۱۰۶۶ متر است. این فرودگاه در شهر المیرا، آرکانزاس کشور ایالات متحده آمریکا قرار دارد و در ارتفاع ۶۴ متری از سطح دریا واقع شده است.